# Rest
De rest is het gedeelte van een geheel getal dat bij geheeltallige deling door een tweede geheel getal overblijft.
Het resultaat van de deling van twee gehele getallen is gewoonlijk niet uit te drukken in een geheel getal, maar alleen als breuk. Bij geheeltallige deling is het resultaat wel een geheel getal en blijft er een rest over. 

## Rest voor natuurlijke getallen
Wanneer {\displaystyle a} en {\displaystyle d} natuurlijke getallen zijn, dus bij geheeltallige deling waarbij {\displaystyle d} geen nul is, kan worden bewezen dat er unieke gehele getallen {\displaystyle q} en {\displaystyle r} zijn, zodat {\displaystyle a=qd+r} en {\displaystyle 0\leq r<d}. Het getal {\displaystyle q} is het quotiënt en {\displaystyle r} wordt de rest genoemd. Men schrijft voor de rest {\displaystyle r} wel:
{\displaystyle r=a\mod d}
zoals bij modulair rekenen. Twee gehele getallen {\displaystyle a} en {\displaystyle b} die door hetzelfde gehele getal {\displaystyle d} dezelfde rest {\displaystyle r} geven, heten rekenkundig congruent.

### Voorbeelden
- 13 gedeeld door 10 levert 1 als quotiënt en 3 als rest op, omdat 13 = 1 × 10 + 3.
- 26 gedeeld door 4, levert 6 als quotiënt en 2 als rest op, omdat 26 = 6 × 4 + 2.
- 56 gedeeld door 7, levert 8 als quotiënt en 0 als rest op, omdat 56 = 7 × 8 + 0.

## Gehele getallen in het algemeen
Als {\displaystyle a} en {\displaystyle d} gehele getallen zijn, met {\displaystyle d} niet gelijk aan 0, dan is de rest een geheel getal {\displaystyle r}, zodat {\displaystyle a=qd+r} voor een geheel getal {\displaystyle q}, en {\displaystyle 0\leq |r|<|d|}.
Volgens deze definitie zijn er twee mogelijke resten. Bijvoorbeeld: de deling van −42 door −5:
−42 = 9×(−5) + 3 
of
−42 = 8 × (−5) + (−2).
De rest is dus 3 of −2.
Deze dubbelzinnigheid van de waarde van de rest is niet lastig. In het bovenstaande geval wordt de negatieve rest verkregen uit de positieve rest door er 5 vanaf te trekken, {\displaystyle d}. Dit geldt voor alle gevallen. Wanneer gedeeld wordt door {\displaystyle d}, de positieve rest {\displaystyle r_{1}} is en de negatieve is {\displaystyle r_{2}}, dan geldt:
{\displaystyle r_{1}=r_{2}+d}.

## Rest voor reële getallen
Als {\displaystyle a} en {\displaystyle d} reële getallen zijn, waarbij {\displaystyle d} niet nul is, dan kan {\displaystyle a} gedeeld worden door {\displaystyle d} zonder rest, terwijl de quotiënt een ander reëel getal is. Wanneer de quotiënt een integer moet zijn blijft het concept van de rest noodzakelijk. Er kan bewezen worden dat er een unieke geheeltallige quotiënt {\displaystyle q} en een unieke reële rest {\displaystyle r} zijn, zodat {\displaystyle a=qd+r}, waarbij {\displaystyle 0\leq r<d}. Net als in het geval van de deling van natuurlijke getallen kan de rest negatief zijn, waarbij {\displaystyle -|d|<r\leq 0}.
De uitbreiding van de definitie van de rest voor reële getallen zoals hierboven beschreven is niet van theoretisch belang in de wiskunde, maar in veel programmeertalen is deze functie toch, de modulus, geïmplementeerd. 